# Chamaedorea parvisecta
Chamaedorea parvisecta là loài thực vật có hoa thuộc họ Arecaceae. Loài này được Burret mô tả khoa học đầu tiên năm 1933.